# Comuna Reasnîkî, Hoșcea
Reasnîkî (în ucraineană Рясники) este o comună în raionul Hoșcea, regiunea Rivne, Ucraina, formată din satele Dmîtrivka și Reasnîkî (reședința).

## Demografie
Componența lingvistică a comunei Reasnîkî
     Ucraineană (99,45%)
     Alte limbi (0,55%)
Conform recensământului din 2001, majoritatea populației comunei Reasnîkî era vorbitoare de ucraineană (99,45%), existând în minoritate și vorbitori de alte limbi.